# Empreintes de pas de Tráchilos
Les empreintes de pas de Tráchilos sont des empreintes semblables à celles d'un Hominina, mises au jour en Crète, près du village de Tráchilos, et datées de 5,7 millions d'années (Ma) environ. Leur découverte suggère que des Hominina vivaient peut-être dans le sud de l'Europe, et pas seulement en Afrique, contrairement aux hypothèses actuellement admises. Ces traces pourraient être cependant celles d'un Hominidae inconnu, ne faisant pas partie des Hominina.
Tous les fossiles d'Hominina pré-humains ont été jusqu'à présent trouvés en Afrique. Les plus anciens fossiles d'Hominina connus sont ceux de Toumaï (Sahelanthropus, datant de 7 Ma), et Orrorin (6 Ma), auxquels il faudra peut-être adjoindre Graecopithecus (7,2 Ma), un Homininae de Grèce.
Les empreintes de Tráchilos, datées de 5,7 Ma, sont antérieures d'environ 2 Ma aux plus anciennes empreintes d'Hominina connues, découvertes en 1976 à Laetoli (Tanzanie), datées de 3,66 Ma et attribuées à des Australopithèques.

## Découverte et caractéristiques

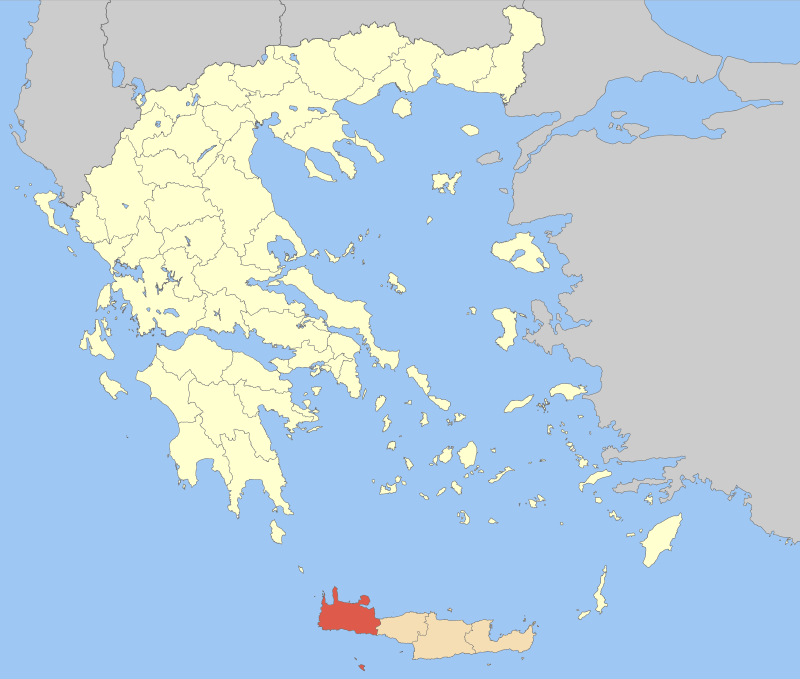
District de La Canée, où se situe Tráchilos.

Les traces de 29 pas ont été découvertes en 2002 par le géologue Gerard D. Gierliński à Tráchilos, à l'ouest de la ville de Kissamos, dans la préfecture de La Canée, en Crète. Ce chercheur est retourné en 2010 sur les lieux pour analyser les pistes en détail.

### Datation
Les traces ont été datées grâce au lit rocheux sous-jacent, principalement sédimentaire, et aux foraminifères qu'il renferme, micro-organismes marins fossilisés. Selon Gierliński, « les roches côtières de Tráchilos se trouvent dans le bassin de Platanos et présentent une succession de carbonates et de sédiments siliciclastiques marins peu profonds du Miocène supérieur. Au sommet, cette succession marine se termine brusquement dans les roches sédimentaires terrigènes à gros grains du groupe Hellenikon ». Les roches sédimentaires auraient été créées il y a environ 5,6 millions d'années, au moment de la crise de salinité messinienne (assèchement, peut-être complet, de la Médtiterranée). Les chercheurs ont également trouvé des fossiles de foraminifères, datés de 8,5 millions d'années et 3,5 millions d'années. Compte tenu de la date des roches sédimentaires et des échantillons de foraminifères, les recherches ont créé un intervalle approximatif de 8,5 à 5,6 millions d'années . Comme le sédiment rocheux contenant les traces ressemblait à celui des minéraux de Hellenikon, l'âge des traces a été estimé à 5,7 millions d'années dans l'intervalle donné.

### Description
Les empreintes font de 9,4 à 22,3 cm de longueur et sont orientées dans une direction sud-ouest. Les indices de pression ressemblent à ceux d'une structure plantigrade d'Homo sapiens. Les chercheurs ont également déterminé la présence de cinq orteils dans les empreintes : le marcheur était un pentadactyle dépourvu de griffes. Comme il n'y avait aucune preuve visible de membres antérieurs dans les traces, il a été identifié comme bipède. Grâce à l'impression 3D et au balayage laser, certaines impressions ont révélé un mouvement de traction du pied, et de petits espaces possibles entre l'hallux et les autres orteils. Les empreintes latérales des orteils deviennent progressivement plus petites de sorte que la région des orteils dans son ensemble est fortement asymétrique. Le pied est entaxonique (l'orteil interne est plus développé que les orteils externes). L'analyse morphométrique a montré que les empreintes avaient des contours différents de ceux des Hominidae modernes, et semblables à ceux des Hominina.

## Implications

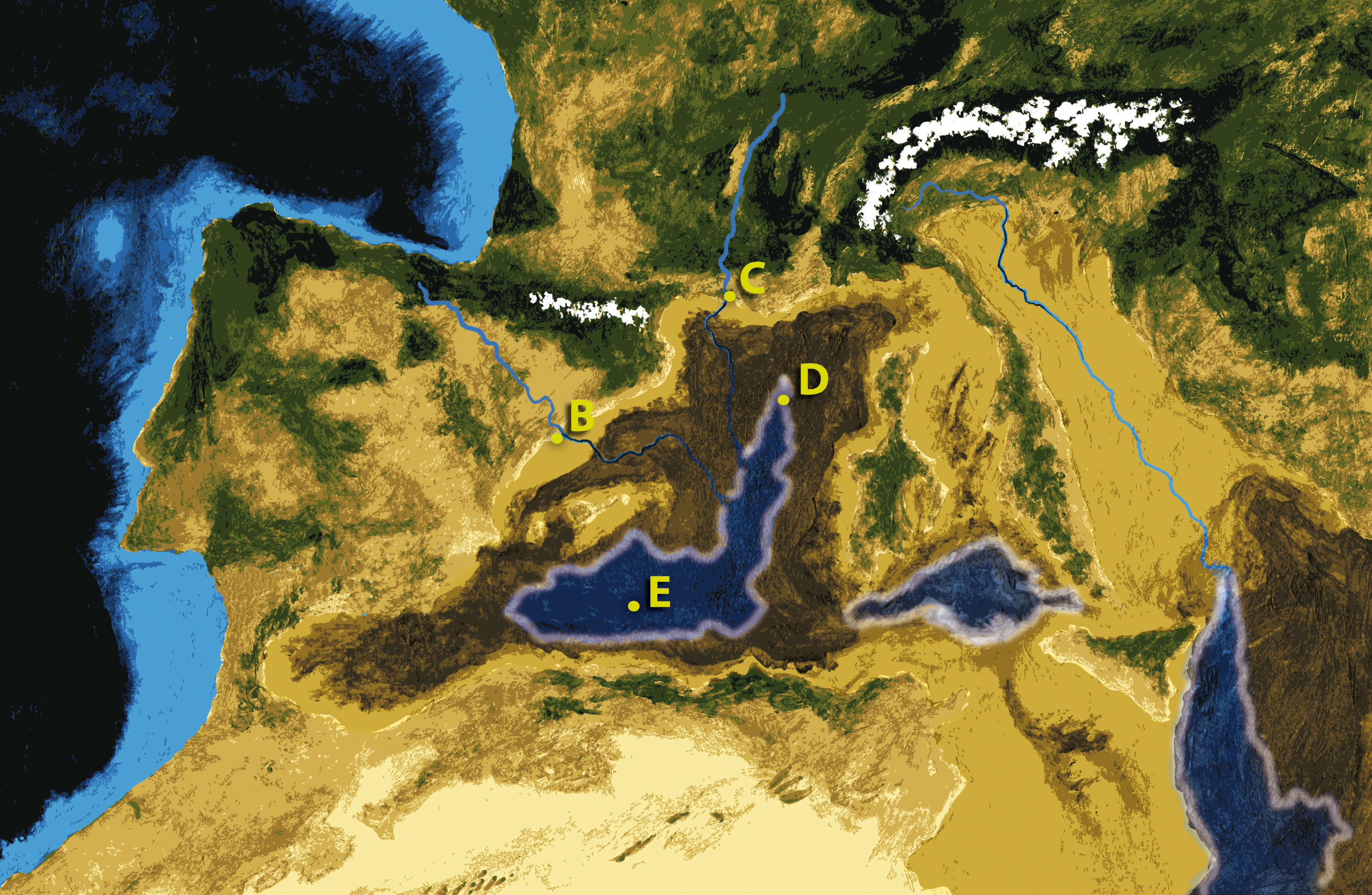
Les empreintes de Trachilos sont contemporaines de l'assèchement de la Méditerranée, entre 5,96 et 5,33 millions d'années. Entre l'Afrique et l'Europe ne subsistaient alors que des lacs dans les parties les plus profondes de la Méditerranée.

La découverte remet en question la théorie généralement admise selon laquelle les Hominina n'étaient présents qu'en Afrique, même si ces empreintes fossiles sont plus "jeunes" que certains fossiles d'Hominina, comme ceux de Sahelanthropus, trouvés au Tchad et datés d'environ 7 millions d'années. Il est vrai qu'au moment de l'impression des pas, la Crète n'était pas une île ; il était donc possible de venir à pied d'Afrique (la Méditerranée étant asséchée).
La forme des traces de pas suggère que leur auteur pourrait être un Hominina, mais comme la Crète est toutefois à une certaine distance de la zone géographique connue des Hominina anciens, le bipède de Tráchilos pourrait aussi être un Hominidae inconnu du Miocène supérieur, qui aurait évolué de manière convergente en ce qui concerne l'anatomie du pied.

## Controverse
Lorsque Gerard Gierliński et ses collègues ont tenté de publier leur étude, ils ont été violemment critiqués en raison de leurs résultats qui allaient à l'encontre de l'hypothèse largement admise des premiers Hominina évoluant uniquement en Afrique. Selon l'étude, les empreintes de pas de Tráchilos pourraient représenter une espèce d'Hominidae qui aurait évolué indépendamment en dehors de l'Afrique, acquérant des pieds semblables à des Hominina. Cela correspondrait à une convergence évolutive. La théorie de l'évolution convergente suppose que deux ou plusieurs espèces différentes adoptent indépendamment des traits et des caractéristiques similaires sous la pression de l'environnement. Cependant, ce cas précis n'illustre pas la théorie, car la convergence évolutive ne produit pas de copies parfaites de traits (en l'occurrence l'anatomie du pied).
Il y avait aussi des doutes sur le fait que les pistes étaient bien des empreintes de pas. Cela a entraîné des refus de la part de nombreuses revues scientifiques lorsque les résultats de l'étude leur ont été proposés pour publication. Dans un entretien accordé à CBC News, les chercheurs ont affirmé que pendant qu'ils essayaient de publier leurs travaux sur les empreintes de pas dans des revues de haut niveau, ils avaient reçu « des réponses férocement agressives » de la part de rapporteurs et de rédacteurs en chef. Selon les auteurs, « fondamentalement, ce n'était pas du tout un véritable processus d'examen par les pairs, ils essayaient simplement de nous arrêter ». Après de multiples refus, l'étude a finalement été publiée en 2017 dans la revue « Proceedings of the Geologists' Association».
Peu de temps après la publication des recherches, certaines empreintes de pas ont été découpées dans la roche et volées. Selon Protothema.gr, le coupable était un enseignant du secondaire, qui a ensuite été arrêté par les autorités crétoises à Kasteli (La Canée),.